# Distrikt Cotahuasi
Der Distrikt Cotahuasi liegt in der Provinz La Unión in der Region Arequipa in Südwest-Peru. Der Distrikt wurde am 22. Juni 1825 gegründet. Er besitzt eine Fläche von 167 km². Beim Zensus 2017 wurden 3089 Einwohner gezählt. Im Jahr 1993 lag die Einwohnerzahl bei 3079, im Jahr 2007 bei 3030. Die Distriktverwaltung befindet sich in der 2683 m hoch gelegenen Provinzhauptstadt Cotahuasi mit 2277 Einwohnern (Stand 2017).

## Geographische Lage
Der Distrikt Cotahuasi liegt in der Cordillera Volcánica im Südosten der Provinz La Unión. Entlang der nördlichen Distriktgrenze fließt der Río Cotahuasi nach Westen. Im Süden reicht der Distrikt bis zum 6093 m hohen Vulkan Solimana.
Der Distrikt Cotahuasi grenzt im Westen an den Distrikt Toro, im Norden an die Distrikte Pampamarca und Huaynacotas, im Nordosten an den Distrikt Tomepampa sowie im Osten an den Distrikt Salamanca (Provinz Condesuyos).